# Trichophiala devylderi
Trichophiala devylderi är en fjärilsart som beskrevs av Aurivillius 1879. Trichophiala devylderi ingår i släktet Trichophiala och familjen Eupterotidae. Inga underarter finns listade i Catalogue of Life.